# PSR B1257+12 B
A PSR B1257+12 B exobolygó a Földtől 980 fényévre található, a Szűz csillagképben. A PSR B1257+12 B volt az első exobolygó, amit felfedeztek. Egyike annak a három égitestnek, amik a PSR B1257+12 pulzár körül keringenek. Központi égitestjétől 0,36 CsE-re kering, nagyjából 66 nap alatt tesz meg egy keringést.
A bolygó nagyjából négyszer akkora tömegű, mint a Föld. Mivel a „C” bolygó a „B”-hez hasonló tömegű, és elég közel keringenek egymáshoz, ezért egymás pályáját kölcsönösen zavarják. Ezek a perturbációk megerősítik, hogy valóban bolygókról van szó. Tömegüket és inklinációjukat is a zavarás mértékéből határozták meg.

## Elnevezése

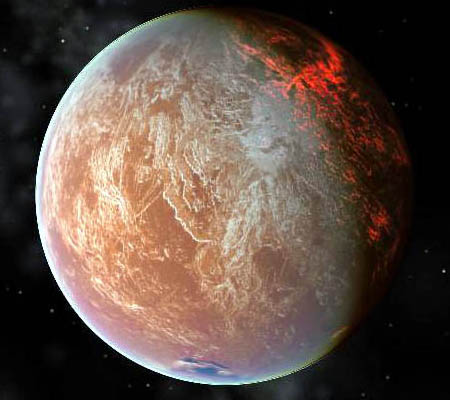
A PSR B1257+12 B a Celestia nevű csillagászati programban

A PSR B1257+12 pulzár körüli bolygókat a tőle való távolság függvényében az A-tól D-ig betűkkel jelölik. Az elnevezésük azért különbözik más exobolygók elnevezési módszerétől, mert a felfedezés idején (1992) erre még más módszert alkalmaztak.

## Fordítás
- Ez a szócikk részben vagy egészben  a   PSR B1257+12 B című angol Wikipédia-szócikk fordításán alapul.  Az eredeti cikk szerkesztőit annak laptörténete sorolja fel. Ez a jelzés csupán a megfogalmazás eredetét és a szerzői jogokat jelzi, nem szolgál a cikkben szereplő információk forrásmegjelöléseként.